# Diocesi di Amboina
La diocesi di Amboina (in latino Diœcesis Amboinaënsis) è una sede della Chiesa cattolica in Indonesia suffraganea dell'arcidiocesi di Makassar. Nel 2022 contava 114.675 battezzati su 3.250.756 abitanti. È retta dal vescovo Seno Ngutra.

## Territorio
La diocesi comprende le province indonesiane delle Molucche e delle Molucche Settentrionali.
Sede vescovile è la città di Ambon, dove si trova la cattedrale di San Francesco Saverio.
Il territorio è suddiviso in 54 parrocchie.

## Storia
La prefettura apostolica della Nuova Guinea Olandese fu eretta il 22 dicembre 1902, ricavandone il territorio dal vicariato apostolico di Batavia (oggi arcidiocesi di Giacarta), fino ad allora l'unica circoscrizione ecclesiastica cattolica per le Indie orientali olandesi (l'attuale Indonesia).
Il 29 agosto 1920 la prefettura apostolica fu elevata a vicariato apostolico con il breve Christiani gregis di papa Benedetto XV.
Dopo l'invasione giapponese dell'Indonesia, il vicario apostolico Johannes Aerts fu arrestato dalle truppe nipponiche e fucilato il 30 luglio 1942 insieme a dodici confratelli dei missionari del Sacro Cuore di Gesù.
Il 12 maggio 1949 cedette una porzione del suo territorio a vantaggio dell'erezione della prefettura apostolica di Hollandia (oggi diocesi di Jayapura) e contestualmente assunse il nome di vicariato apostolico di Amboina.
Il 24 giugno 1950 cedette un'altra porzione di territorio a vantaggio dell'erezione del vicariato apostolico di Merauke (oggi arcidiocesi) e in forza della bolla Quo in Archipelago di papa Pio XII riottenne come compensazione le isole di Ternate, Tidore, Halmahera e Bacan, tutte appartenenti all'arcipelago delle Molucche, che l'anno precedente aveva ceduto alla prefettura apostolica di Hollandia.
Il 3 gennaio 1961 il vicariato apostolico è stato elevato a diocesi con la bolla Quod Christus di papa Giovanni XXIII.

## Cronotassi dei vescovi
Si omettono i periodi di sede vacante non superiori ai 2 anni o non storicamente accertati.
- Matthijs Neyens, M.S.C. † (1902 - 1915 dimesso)
- Hendrik Nollen, M.S.C. † (1915 - 1920 dimesso)
- Arnoldus Johannes Hubertus Aerts, M.S.C. † (28 agosto 1920 - 30 luglio 1942 deceduto)
  - Sede vacante (1942-1947)
- Jacques Grent, M.S.C. † (10 luglio 1947 - 15 gennaio 1965 dimesso[1])
- Andreas Peter Cornelius Sol, M.S.C. † (15 gennaio 1965 succeduto - 10 giugno 1994 ritirato)
- Petrus Canisius Mandagi, M.S.C. (10 giugno 1994 - 11 novembre 2020 nominato arcivescovo di Merauke)[2]
- Seno Ngutra, dall'8 dicembre 2021

## Statistiche
La diocesi nel 2022 su una popolazione di 3.250.756 persone contava 114.675 battezzati, corrispondenti al 3,5% del totale.
| anno | popolazione | popolazione | popolazione | presbiteri | presbiteri | presbiteri | presbiteri                | diaconi | religiosi | religiosi | parrocchie |
| anno | battezzati  | totale      | %           | numero     | secolari   | regolari   | battezzati per presbitero | diaconi | uomini    | donne     | parrocchie |
| ---- | ----------- | ----------- | ----------- | ---------- | ---------- | ---------- | ------------------------- | ------- | --------- | --------- | ---------- |
| 1950 | 29.160      | 980.000     | 3,0         | 34         | 2          | 32         | 857                       |         | 23        | 73        | 3          |
| 1970 | 61.700      | 1.136.513   | 5,4         | 29         | 1          | 28         | 2.127                     |         | 54        | 142       |            |
| 1980 | 82.760      | 1.252.000   | 6,6         | 32         | 1          | 31         | 2.586                     |         | 75        | 167       | 4          |
| 1990 | 90.104      | 1.568.000   | 5,7         | 34         | 2          | 32         | 2.650                     | 1       | 60        | 175       | 4          |
| 1999 | 113.463     | 2.968.516   | 3,8         | 47         | 17         | 30         | 2.414                     |         | 44        | 209       | 37         |
| 2000 | 128.379     | 2.181.414   | 5,9         | 47         | 17         | 30         | 2.731                     |         | 44        | 216       | 32         |
| 2001 | 128.627     | 2.180.819   | 5,9         | 56         | 23         | 33         | 2.296                     |         | 37        | 123       | 36         |
| 2002 | 137.276     | 2.088.708   | 6,6         | 53         | 27         | 26         | 2.590                     |         | 43        | 160       | 31         |
| 2003 | 142.145     | 2.112.636   | 6,7         | 68         | 38         | 30         | 2.090                     |         | 45        | 166       | 32         |
| 2004 | 138.592     | 2.089.825   | 6,6         | 62         | 37         | 25         | 2.235                     |         | 42        | 196       | 31         |
| 2006 | 148.212     | 2.142.000   | 6,9         | 73         | 41         | 32         | 2.030                     |         | 44        | 142       | 34         |
| 2012 | 127.609     | 2.311.000   | 5,5         | 92         | 47         | 45         | 1.387                     |         | 59        | 212       | 43         |
| 2015 | 119.665     | 2.968.666   | 4,0         | 97         | 57         | 40         | 1.233                     |         | 52        | 256       | 47         |
| 2018 | 126.890     | 3.179.169   | 4,0         | 93         | 71         | 22         | 1.364                     |         | 30        | 192       | 51         |
| 2020 | 115.650     | 3.058.641   | 3,8         | 96         | 77         | 19         | 1.204                     |         | 27        | 193       | 54         |
| 2022 | 114.675     | 3.250.756   | 3,5         | 90         | 72         | 18         | 1.274                     |         | 26        | 195       | 54         |